# Eritrichium serxuense
Eritrichium serxuense är en strävbladig växtart som beskrevs av Wen Tsai Wang. Eritrichium serxuense ingår i släktet Eritrichium och familjen strävbladiga växter. Inga underarter finns listade i Catalogue of Life.